# Briant (Cesse)
Die Briant (auch Brian genannt) ist ein kleiner Fluss in Frankreich, der im Département Hérault in der Region Okzitanien verläuft. Er entspringt im Gemeindegebiet von Rieussec, im Regionalen Naturpark Haut-Languedoc, entwässert generell in Richtung Südsüdost bricht in seinem Unterlauf durch eine imposante Schlucht und mündet nach rund 15 Kilometern im Gemeindegebiet von Minerve als linker Nebenfluss in die Cesse.

## Orte am Fluss
(Reihenfolge in Fließrichtung)
- Brian, Gemeinde Rieussec
- Péribis, Gemeinde Rieussec
- Jalbert, Gemeinde Boisset
- Le Gours, Gemeinde Vélieux
- Minerve